# 伊通満族自治県
伊通満族自治県（いつう-まんぞく-じちけん、満洲語: ᡳᡨᡠᠩ
ᠮᠠᠨᠵᡠ
ᡠᡴ᠋ᠰᡠᡵᠠ
ᠪᡝᠶᡝ
ᡩᠠᠰᠠᡵᠠ
ᡥᡳᠶᠠᠨ  、転写：itung manju uksura beye dasara hiyan）は中華人民共和国吉林省四平市に位置する自治県。

## 歴史
県名は県内に水源を持つ伊通河に由来する。
1814年（嘉慶19年）、清朝により設置された伊通河巡司を前身とする。1882年（光緒8年）に伊通州、1902年（宣統元年）に伊通直隷州に昇格している。
中華民国が成立すると1913年（民国2年）に伊通県とされた、満洲国時代には1934年（康徳元年）に双陽県と統合され通陽県とされたが、1945年（民国34年）の満洲国崩壊に伴い分割され再び伊通県とされた。1989年に伊通満族自治県に改編され現在に至る。

## 行政区画
2街道、12鎮、3郷を管轄：
- 街道弁事処：永盛街道、永寧街道
- 鎮：伊通鎮、二道鎮、伊丹鎮、馬鞍鎮、景台鎮、靠山鎮、大孤山鎮、小孤山鎮、営城子鎮、西葦鎮、河源鎮、黄嶺子鎮
- 郷：新興郷、莫里青郷、三道郷

## 交通

### 鉄道

伊通駅

- 中国国家鉄路集団
  - 遼長線（中国語版）
    - 伊通駅

### 道路
- 高速道路
  -  長春都市圏環状高速道路（中国語版）
  -  長長高速道路（中国語版）
  -  営東高速道路（中国語版）
  -  伊開高速道路
- 国道
  -  G229国道（中国語版）
  -  G504国道（中国語版）

### バス

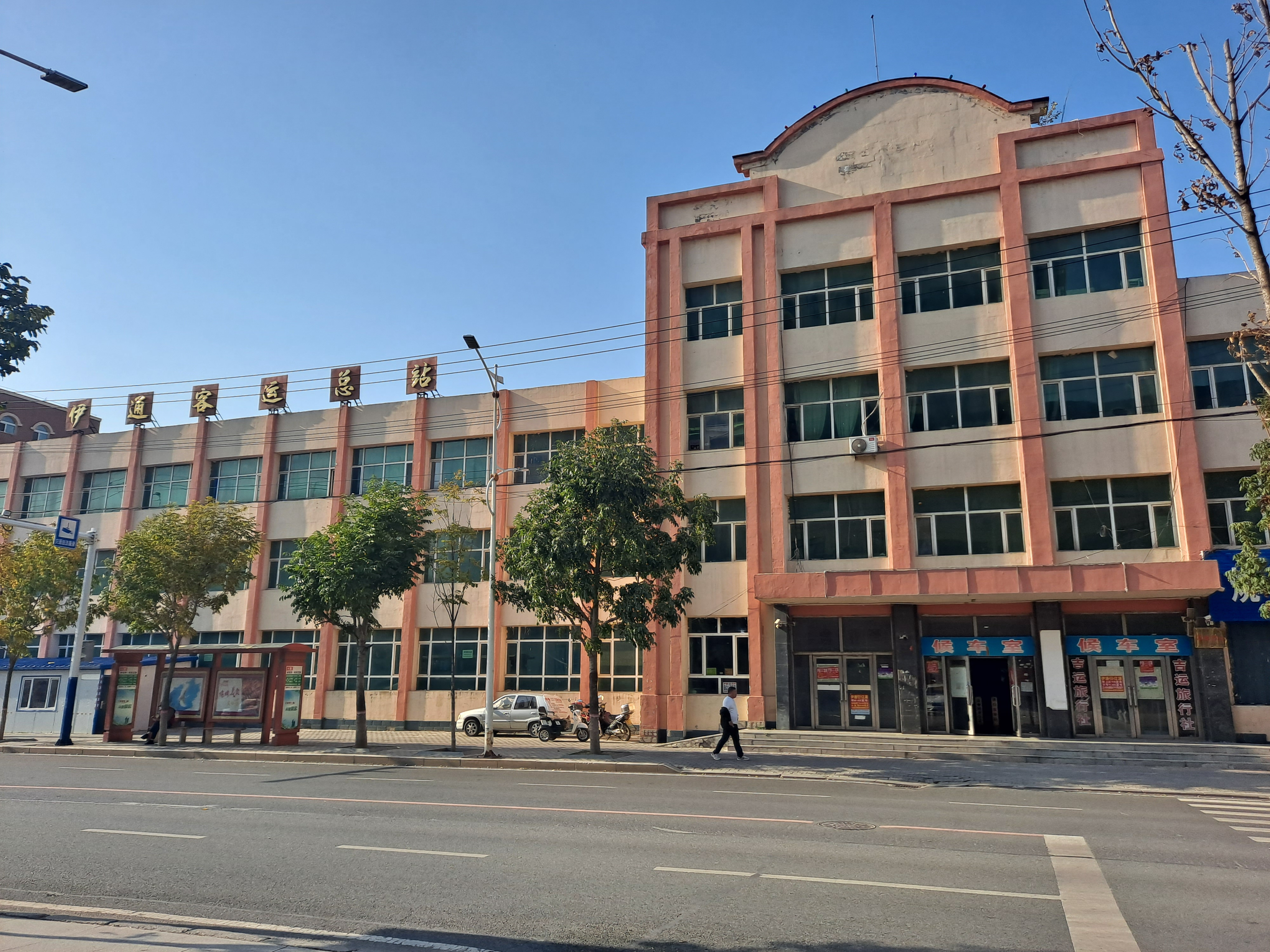
伊通客運総站

- 伊通客運総站